# Anthopleura dixoniana
Anthopleura dixoniana är en havsanemonart som först beskrevs av Alfred Cort Haddon och Shackleton 1893.  Anthopleura dixoniana ingår i släktet Anthopleura och familjen Actiniidae. Inga underarter finns listade i Catalogue of Life.